# Caio de Andrade
Caio de Andrade (Lorena, 25 de novembro de 1960) é um dramaturgo e diretor de teatro brasileiro.

## Biografia
Nascido em Lorena - SP, iniciou a construção de sua carreira no Rio de Janeiro, onde viveu por mais de trinta anos, escrevendo, dirigindo e produzindo espetáculos, muitos deles indicados ou ganhadores dos principais prêmios do Brasil.
Trabalhou na TV Manchete e no SBT. No teatro, trabalha mergulhado em temas históricos. Desenvolveu, a partir de 1997, um projeto de formação de plateia no Centro Cultural Banco do Brasil – RJ (CCBB), onde escreveu e dirigiu três espetáculos. Foi convidado para participar de encontros sobre teatro-educação, na Inglaterra. Chegando de Londres,  participa de um projeto de teledramaturgia na cidade de Buenos Aires, a versão brasileira da novela argentina infanto-juvenil Chiquititas, onde fica por três anos, aproveitando para conhecer de perto a produção teatral da capital argentina.
De volta ao Brasil, escreveu e dirigiu Os Olhos Verdes do Ciúme, espetáculo escolhido para inaugurar o teatro do Centro Cultural Justiça Federal, na Cinelândia, no Rio de Janeiro. Considerado pela crítica um dos melhores espetáculos de 2001 (lista dos melhores do ano do jornal "O Globo" e "Jornal do Brasil"), lhe rendeu o Prêmio Governo do Estado do Rio de Janeiro, como melhor autor e uma indicação para o Prêmio Shell, na mesma categoria. Com Guilherme Leme, Larissa Bracher, Marcos Breda e Ângela Rebello.
Depois veio Deserto Iluminado, texto produzido pelo CCBB. Teve sua estreia nacional em Brasília e depois cumpriu temporada no Rio de Janeiro e em Belo Horizonte, além de outras cidades. Discutia as modificações do mundo pós Primeira Guerra, através do olhar de personalidades muito especiais: João do Rio, o cronista mais polêmico da capital federal e Isadora Duncan – a dançarina visitou a cidade em 1916. Deserto Iluminado recebeu três indicações para o Prêmio Shell, incluindo a de melhor texto do ano. Com Roberto Bomtempo, Leonardo Brício, Larissa Bracher, Xando Graça e Ângela Rebello.
Com seu trabalho para o público infanto-juvenil, O Jeca Voador, ganhou o Prêmio Maria Clara Machado, de melhor espetáculo do ano. O espetáculo narra um triângulo amoroso ambientando no interior de São Paulo, enquanto apresenta um panorama do país nos anos 1920. Fez longa temporada no Projeto História Em Cena, no Centro Cultural Banco do Brasil. Com André Stock, Carla Faour e Sérgio Canizio.
Aurora, (com Guilherme Leme, Rodolfo Bottino e Mônica Martelli), estreou no Centro Cultural Justiça Federal e fez temporada na Sala Baden Powell. A paixão de dois irmãos gêmeos pela mesma mulher foi revestida de uma minuciosa e apaixonante pesquisa sobre o universo de Machado de Assis (onde o autor foi buscar inspiração, mais especialmente no romance “Esaú e Jacó”), recriando o clima romântico do século XIX.
Em Geringonça, Caio explorou o mundo das Revistas de Ano, gênero do teatro ligeiro que teve um grande mestre no Brasil: Arthur Azevedo. Estreou no Teatro Villa Lobos e, em seguida, cumpriu temporada no Forte de Copacabana. O sucesso da peça provocou duas outras temporadas cariocas, no Teatro Maison de France e no Teatro das Artes. Geringonça foi considerada pelo jornal O Globo um dos dez melhores espetáculos de 2004. Foi contemplada com o projeto Caravana Cultural da Funarte, percorrendo cidades como Brasília, Belo Horizonte, São Luís, Petrópolis, Ouro Preto, Juiz de Fora, entre outras.
Trindade, com Herson Capri, Guilherme Leme e Pedro Garcia Netto, relatava o confronto entre homens com visões de mundo diferentes e relações pessoais entrelaçadas. A estreia foi no Espaço Sesc - Copacabana. Fez temporada no Teatro do Leblon e apresentou-se no Circuito Sesc do Rio de Janeiro. Recebeu duas indicações para o Prêmio Shell (autor: Caio de Andrade e ator: Herson Capri).
Em janeiro de 2006 montou o espetáculo infanto-juvenil O Livro Secreto – Uma Aventura no Clube Júlio Verne - uma homenagem ao escritor francês. O espetáculo fez temporada no Teatro do Jockey e viajou em excursão pelo país. Com Pedro Neschling, Guilherme Berenguer, Leandro Hassum, Gustavo Rodrigues, Adriana Maia, Bianca Bulcão, Sérgio Canízio, e Paloma de la Peña.
A montagem paulistana de O Jeca Voador teve sua estréia em abril de 2006, no Teatro Sérgio Cardoso, onde ficou por dois meses e seguiu em viagem até o mês março de 2007. No elenco: Walter Breda, Cynthia Falabella e Gustavo Haddad.
Em junho de 2007 estreou uma nova versão da peça Trindade, no Teatro da Aliança Francesa, em São Paulo. No elenco: Guilherme Leme, Pedro Neschling e Luciano Chirolli. Ganha a Medalha de Mérito Cultural Paulo Pereira dos Reis, do Instituto de Estudos Valeparaibanos.
O ano de 2008, passou em Lorena, sua cidade natal, a frente do projeto de reforma e revitalização do Teatro São Joaquim (construído na década de 1940) onde, ainda adolescente, iniciou seu envolvimento com as artes cênicas - o teatro pertence ao centenário colégio salesiano do mesmo nome, onde Caio estudou por nove anos. Durante todo o ano, ficou a frente da reforma do teatro que foi reinaugurado com uma peça escrita e dirigida por ele especialmente para a ocasião, "A Era da Rosa" - montada pela COMPANHIA PALCO DA HISTÓRIA (com integrantes de várias cidades do Vale do Paraíba) que, ao longo dos anos, se firmará como sua companhia de repertório. 
No ano seguinte, vai para São Paulo onde dirige a atriz Imara Reis, no monólogo "O Ano do Pensamento Mágico", de Joan Didion, com temporadas no Teatro Bibi Ferreira e no Teatro Sérgio Cardoso (sala Paschoal Carlos Magno). É convocado para ser um dos membros fundadores da Academia de Letras de Lorena, empossada no dia 16 de agosto de 2009.
Em outubro, embarca para a Espanha onde participa, como dramaturgo convidado, do Festival Iberoamericano de Teatro de Cádiz. Logo depois segue para Madrid onde se encontra com diretores e dramaturgos locais. Volta ao Brasil e em dezembro retorna à Espanha, desta vez para Las Palmas, nas Ilhas Canárias, para participar do encontro Cruze de Escenas, com dramaturgos de várias partes do mundo.
Em 2010, de volta ao Rio de Janeiro, inicia o ano assinando a dramaturgia do espetáculo "RockAntygona", dirigido por Guilherme Leme (com Luis Melo, Larissa Bracher, Armando Babaioff e Marcello H.), no Espaço Sesc-Copacabana.
No mesmo ano, em outubro, inicia um período de estudos com o Grupo 4 Pontas (do Rio de Janeiro), em busca de um tema para o desenvolvimento de uma nova montagem. O processo resultou no texto "Diários do Paraíso", levado à cena em abril/maio de 2011, no Espaço Gamboa e no Teatro do Leblon (Sala Marília Pêra). O trabalho contou entre outros, com o apoio da Universidade do Pará, para onde o grupo viajou a fim de aprofundar suas pesquisas, em janeiro de 2011.
Em julho do mesmo ano torna-se o Secretário de Cultura da cidade de Lorena (biênio 2011/2012). 
No ano de 2013 é convidado pela FATEA (Faculdade Teresa D´Ávila), de Lorena, para coordenar a reforma do espaço cultural já existente na instituição que,depois de alguns meses de trabalho transformou-se no Teatro Teresa D'Ávila, que esteve em plena atividade na cidade por cinco anos, recebendo espetáculos (mais de 50 produções passaram pelo palco do teatro) e promovendo cursos e oficinas. No mesmo ano, já como Diretor Artístico do novo espaço, inicia um projeto de formação teatral como os alunos da faculdade e do Instituto Santa Teresa ( do ensino médio), formando duas companhias (para adultos e jovens atores) que resultou na montagem de mais de 10 espetáculos. Com destaque para as   peças "Van Gogh Café" e "Uma Aventura Carioca" que, respectivamente, inauguraram o novo teatro da instituição, em fevereiro de 2014.
Ainda em 2014, convidado pelo diretor Guilherme Leme, participa da montagem da peça "Trágica.3", escrevendo o texto "Antígona.2", para a atriz Letícia Sabatella. O elenco do espetáculo contava ainda nomes como Denise Del Vecchio, Miwa Yanagisawa, Fernando Alves Pinto e Marcello H.  Recebeu excelentes críticas, foi agraciado com o Prêmio Shell (Denise Del Vecchio - Melhor Atriz e Glória Coelho - Melhor Figurino). Lotou durante toda temporada paulistana (no Centro Cultural Banco do Brasil), excursionou pelo pais e participou do Festival de Pequim (China). Já no Teatro Teresa D'Ávila, retoma os trabalhos com a COMPANHIA PALCO DA HISTÓRIA, fundada por ele em 2008.  
"Leréias", espetáculo que reúne quatro contos do escritor regional paulista Valdomiro Silveira, estreou no Teresa D'Ávila em outubro de 2016, estrelado por Jandir Ferrari, com direção musical e a participação ao vivo do compositor e violonista Antônio Porto, adaptado e dirigido por Caio de Andrade. O espetáculo viajou para várias cidades (São Paulo, Rio de Janeiro, Cuiabá, entre outras) e ainda faz parte do repertório do ator.  
Em 2018, Caio de Andrade começa a preparar seu desligamento do Teresa D'Ávila para abrir seu próprio espaço: o TEATRIM - CULTURA E ARTE. Após alguns meses de reforma do imóvel (uma antiga oficina mecânica), o novo teatro abre suas portas no dia 16 de março de 2019.  
O TEATRIM acolhe o PROJETO HISTÓRIA EM CENA (que recebe estudantes de escolas públicas e particulares para assistir espetáculos e debatê-los), o ARTISTAS DO VALE      ( que convida talentos da música, teatro, dança e criadores de outros seguimentos que estejam consolidando suas carreiras no Vale do Paraíba), o PROJETO MOVIDA LITERÁRIA ( formação de novos dramaturgos empenhados em escrever seus próprios textos teatrais), o PALCO NOVO (que abre vagas gratuitas para alunos de escolas públicas interessados na arte da atuação), abriga as três OFICINAS DE ATUAÇÃO (duas turmas para maiores de 18 anos) e OFICINA DE JOVENS ATORES DO TEATRIM (para alunos entre 10 e 17 anos), o PROJETO DRAMA EM FOCO (que promove leituras dramatizadas de textos inéditos e consagrados), estabelece contatos com produções do Rio de Janeiro e de São Paulo (com a intenção de receber espetáculos de excelência adequados ao seu espaço), além de abrigar debates, mesas-redondas, bate-papos e outras manifestações culturais, servindo, igualmente, de local onde acontecem os encontros, ensaios, criação e produção dos espetáculos da COMPANHIA PALCO DA HISTÓRIA, com quem montou os espetáculos "A Rua da Fortuna" (que inaugurou o espaço), " Tripartida", "A Média dos Homens", "O Inspetor" , além dos espetáculos de final de ano dos cursos de atuação - "Geringonça" e "A Noite do Halley".  
Participou de inúmeros festivais nacionais (Festival de Curitiba, Porto Alegre Em Cena, Festival do Mercosul, Festival de Angra dos Reis, entre outros) e vários encontros internacionais, como o Festival de Viena (Áustria), Festival Iberoamericano de Teatro de Cádiz (Espanha), Festival Internacional de Teatro de Buenos Aires (Argentina), Cruze de Escenas de Las Palmas de Gran Canária (Espanha), além de encontros com companhias inglesas em Londres e Stratford-upon-Avon. 

## Peças escritas
- Uma Aventura Carioca
- A Mágica Aventura Africana
- A Caminho de Damasco - Uma Aventura na Síria
- Uma Joia da Índia
- O Mandarim do Imperador
- A Rua da Fortuna
- O Jeca Voador
- Os Olhos Verdes do Ciúme
- Deserto Iluminado
- Geringonça
- Aurora
- Trindade (peça)
- O Livro Secreto
- Banzé na Roça
- A Era da Rosa
- Diários do Paraíso
- RockAntygona
- Ao Pé do Fogo
- Van Gogh Café
- A Conferência
- A Farsa das Sete Mariquinhas
- Trágica.3
- O Mambembe Cigano
- Um Conto de Natal
- Gótica
- A Voz do Rio (com o coletivo de dramaturgia Movida Literária)
- BR - 050 - Ocupação Brecht - (com o coletivo de dramaturgia Movida Literária)
- Tripartida
- A Média dos Homens
- O Inspetor
- A Noite do Halley.

## Prêmios
- Ganhador do Prêmio Maria Clara Machado de Melhor Espetáculo por "O Jeca Voador
- Ganhador do Prêmio Governo do Estado de Melhor Autor pelo espetáculo "Os Olhos Verdes do Ciúme"
- Indicado ao Prêmio Maria Clara Machado de Melhor Autor e Melhor Diretor por "O Jeca Voador"
- Indicado ao Prêmio Shell de Melhor Autor pelo espetáculo "Deserto Iluminado"
- Indicado ao Prêmio Shell de Melhor Autor pelo espetáculo "Trindade"
- Indicado ao Prêmio Shell de Melhor Autor pelo espetáculo "Os Olhos Verdes do Ciúme"